# Crotaphytus bicinctores
El lagarto de collar de la gran cuenca (Crotaphytus bicinctores) es una especie de lagarto también conocido como lagarto de collar del desierto o lagarto negro de collar del Mohave. Es muy similar al lagarto común de collar, Crotraphytus collaris, en forma y tamaño, pero carece de los extravagantes colores. Los machos pueden ser de un color café a naranja y algunos pueden tener el estómago rojo o rosado. Las hembras son negras o café oscuro. C. bicintores tiene escamas elongadas cerca de las garras y la cola tiene una forma más triangular que circular. Crotaphytus bicinctores utiliza energía externa para calentar su cuerpo.